# Enaria eliei
Enaria eliei är en skalbaggsart som beskrevs av Marc Lacroix 1993. Enaria eliei ingår i släktet Enaria och familjen Melolonthidae. Inga underarter finns listade i Catalogue of Life.